# Tiermehl

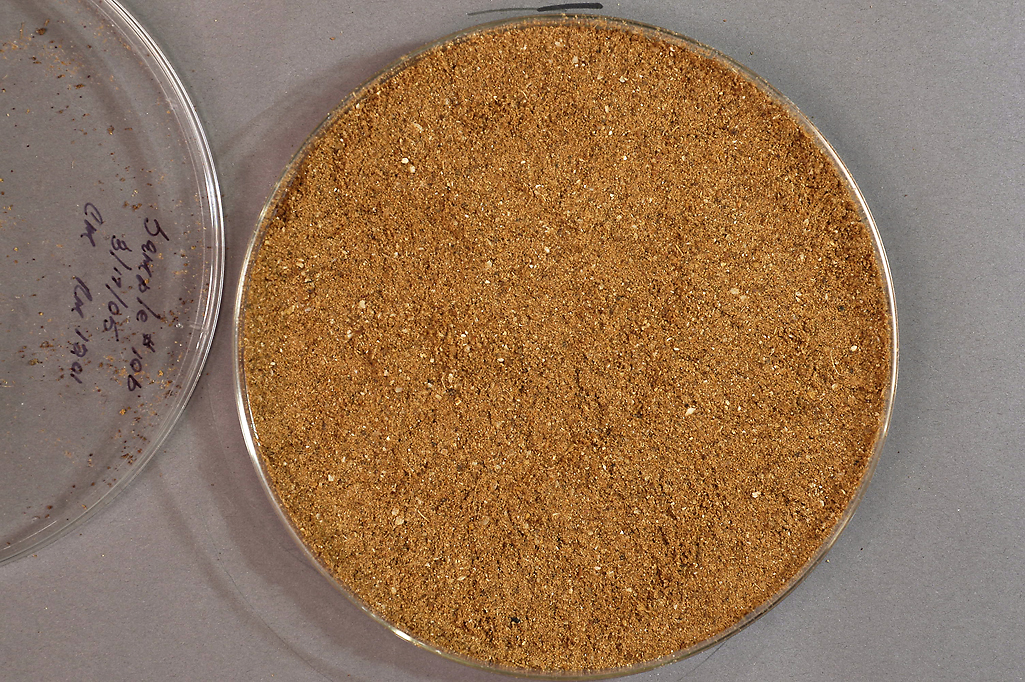
Tiermehl

Tiermehl (auch Tierkörpermehl, Kadavermehl oder Fleischmehl) entsteht durch Zermahlen von Tieren und ist somit ein Produkt der Tierkörperverwertung. Es dient als Futtermittel für Nutz- oder Heimtiere sowie Pelz- und Zootiere und darf unter Auflagen als Dünger in der Landwirtschaft genutzt werden. Darüber hinaus wird es in energetischer Nutzung verbrannt.

## Herstellung
In einer Tierkörperbeseitigungsanlage werden die Kadaver von verendeten und erkrankten Tieren, Schlachtabfälle und tierische Nebenprodukte mittels mechanischer und chemischer Aufarbeitung zu Tiermehl und anderen Produkten verarbeitet. Die biologische Wertigkeit des Tiermehlproteins ist abhängig von den Mengenverhältnissen der Ausgangsmaterialien, insbesondere von dem Anteil an Fleisch bzw. kollagen- und keratinreichen Körperbestandteilen sowie Blut.

## Verwendung

### Futtermittel
Das als Reaktion auf die Rinderkrankheit BSE verhängte Tiermehlverbot ist nach zwölf Jahren am 1. Juni 2013 ausgelaufen. Damit ist laut EU-Kommission Tiermehl aus nicht-wiederkäuenden Tieren wie Schweinen oder Hühnern wieder als Futtermittel für Fische und andere auf Aquafarmen gezüchtete Tiere zulässig. In der Schweiz war Tiermehl von Nichtwiederkäuern für die Fischfütterung nie verboten.
Die Verfütterung von Tiermehl an Wiederkäuer ist seit 1994 EU-weit verboten, 2001 wurde das Verbot auf alle Nutztiere ausgeweitet. Futter aus kontaminiertem tierischem Eiweiß für Rinder gilt als der wichtigste Übertragungsweg des Erregers der Rinderkrankheit BSE. Zuvor wurde Tiermehl als Eiweiß-Futtermittel besonders in der Tiermast eingesetzt. 2011 prüften die EU und das Schweizer Bundesamt für Veterinärwesen eine Lockerung des generellen Verfütterungsverbots unter restriktiven Bedingungen, um die Abhängigkeit von Soja zu senken. Das Eidgenössische Departement des Innern (EDI) hat diesbezüglich am 18. September 2023 die Vernehmlassung zu den entsprechenden Regelungen eröffnet, welche am 15. Dezember 2023 endet.
Tiermehl kann zur Herstellung von Futtermitteln für Heimtiere sowie für Pelz- oder Zootiere verwendet werden. Zulässig sind ausschließlich Produkte der Kategorie 3 der Tierkörperverwertung. Laut einer freiwilligen Vereinbarung der Heimtierfuttermittelindustrie werden jedoch nur Rohstoffe von Schlachttieren verwendet, die als tauglich für den menschlichen Verzehr beurteilt wurden.

### Risiken der Verfütterung
Zu den möglichen Risiken der Verfütterung an Schlachtvieh und der Verbreitung von Krankheiten beim Menschen liegen gründliche wissenschaftliche Untersuchungen vor. Auch zur Verfütterung an Hühner wurden Untersuchungen durchgeführt.

### Nachweis der Beimischung von Tiermehl
Für den Nachweis der Beimischung von Tiermehl zu regulärem Tierfutter wurden sensitive und spezifische immunologische Nachweisverfahren auf der Basis von Osteocalcin als Biomarker entwickelt. Es gelingt mit diesem ELISA-Test, 0,1 % Tiermehl in pflanzen- bzw. fischmehlbasierten Futtermitteln nachzuweisen.

### Dünger
Tiermehl kann wegen seines hohen Stickstoff- und Phosphatgehalts als organischer Dünger eingesetzt werden. Es darf ausschließlich auf unbestelltem Ackerland ausgebracht werden und muss am gleichen Tag eingearbeitet werden. Nutztiere dürfen für einen Zeitraum von 21 Tagen keinen Zugang zu Flächen haben, auf denen Tiermehl als Dünger verwendet wird.

### Verbrennung
Heute wird ein erheblicher Anteil des Tiermehls verbrannt. Es wird in Braun- und Steinkohlekraftwerken der Kohle beigemischt oder in Zementfabriken zur Prozesswärmegewinnung eingesetzt.